# ببغاء الأمازون أحمر الجبين
الأمازوني أحمر الجبين (الاسم العلمي: Amazona rhodocorytha) هو نوع من الببغاوات من عائلة الببغائية. وهي مستوطنة في الغابة الأطلسية في شرق البرازيل. تم اعتبارها نوعًا فرعيًا من الأمازوني ذو الخد الأزرق، لكن اليوم جميع السلطات الرئيسية تعتبرها أنواعًا منفصلة. وهي مهددة بفقدان الموائل والصيد للتجارة في الببغاوات البرية.

## وصف
الأمازوني ذو الجبين الأحمر له تاج أحمر فاتح يتلاشى باللون البني الأرجواني في الخلف. الخدين والحنجرة زرقاء والجناح وريش الجسم أخضر مع وجود علامات داكنة على الجزء الخلفي من الرقبة. يمكن رؤية بقع سوداء وحمراء على الأجنحة عند نشرها ويكون لريش الذيل علامات حمراء ومرصعة باللون الأصفر. المنقار والساقين رماديان وقزحية العين برتقالية بنية.

## التوزيع والسكن
الأمازوني ذو الجبين الأحمر مستوطن في الغابات الاستوائية في شرق البرازيل. كان منتشرًا في جميع أنحاء المنطقة ولكنه يقتصر الآن على بعض أكبر كتل الغابات المتبقية. أكبرها في ولاية إسبيريتو سانتو والطيور موجودة أيضًا في ثلاث مناطق حرجية في جنوب شرق باهيا وخمس في ولايات ريو دي جانيرو وميناس جيرايس. يوجد موقع آخر في شمال ولاية ساو باولو وآخر في ساو ميغيل دوس كامبوس في شرق ولاية ألاغواس. يبدو أن بقية هذه الولاية هي موطن مناسب ولكن لم يلحظ وجودها هناك مؤخرًا.

## سلوك
يتغذى الأمازوني ذو الجبين الأحمر في مجموعات صغيرة على الفاكهة والتوت والبذور والبراعم التي يجدها في مظلة الغابات المطيرة. يتم التكاثر بين سبتمبر ونوفمبر. يحافظ زوج من الأمازون أحمر الجبين على منطقة، وعادة ما يتم صنع العش في تجويف في شجرة، ويتم استخدام نفس الموقع عامًا بعد عام. في الأسر، عادة ما يتم وضع مجموعة من البيوض الملقحة مكونة من أربعة بيضات، وتستغرق الحضانة 24 يومًا ويتريش الصغار بعد 34 يومًا من الفقس.

## الحالة
كان الأمازوني أحمر الجبين وفيرًا في موطنه للغابات المطيرة ولكن يبدو أن أعداده قد انخفضت بشكل ملحوظ. احُصي حوالي 2300 فرد في إسبيريتو سانتو خلال مسح أجرته بين عامي 2004 و 2006، وأنها لا تزال شائعة في بعض المواقع في الولاية مثل جزيرة إلها غراندي، في سوريتاما والقريبة من ينهاريس. التهديد الرئيسي الذي يواجهه هذا الببغاء هو تدهور الموائل مع أقل من عشرة بالمائة من الغطاء الحرجي الأصلي المتبقي في إسبيريتو سانتو. وقد تم تطهير معظم الأراضي من الأخشاب وتحويلها إلى مراعي ومزارع. تهديد آخر هو جمع الطيور الصغيرة بشكل غير قانوني للتجارة الدولية للحيوانات الأليفة. هذا الطائر موجود في العديد من محميات الحياة البرية ولكنه غير محمي بشكل فعال ضد الصيد غير المشروع حتى هناك. لكل هذه الأسباب، قام الاتحاد الدولي لحفظ الطبيعة والموارد الطبيعية، في قائمته الحمراء للأنواع المهددة بالانقراض، بتقييم الأمازوني ذي الجبين الأحمر بأنه «نوع مهدد بخطر انقراض أدنى».

## روابط خارجية
- BirdLife species factsheet for Amazona rhodocorytha
- "Amazona rhodocorytha". أفيباس [الإنجليزية]‏.{{استشهاد ويب}}:  صيانة الاستشهاد: علامات ترقيم زائدة (link)
- "وسائط عن ببغاء الأمازون أحمر الجبين". إنترنت بيرد كوليكشن.
- معرض الصور عن ببغاء الأمازون أحمر الجبين على فيريو (جامعة دركسل)

- Red-browed parrot species account at NeotropicalBirds (Cornell University)

- خريطة تفاعلية لنطاق انتشار Amazona rhodocorytha على IUCN Red List maps
- تسجيلات صوتية لRed-browed amazon على Xeno-canto.